# Miraklet i Milano
Miraklet i Milano (italienska: Miracolo a Milano) är en italiensk fantasy-komedi från 1951 i regi av Vittorio De Sica.
Filmen baseras på Cesare Zavattinis roman Totò il Buono.

## Utmärkelser
Filmen vann Guldpalmen för bästa film vid filmfestivalen i Cannes 1951.

## Rollista i urval
- Emma Gramatica - signora Lolotta
- Francesco Golisano - Totò
- Paolo Stoppa - Rappi
- Guglielmo Barnabò - Mobbi
- Brunella Bovo - Edvige
- Anna Carena - Marta
- Alba Arnova - statyn
- Flora Cambi - den olyckliga flickan
- Virgilio Riento - polissergeanten
- Arturo Bragaglia - Alfredo
- Erminio Spalla - Gaetano
- Riccardo Bertazzolo - atleten
- Francesco Rissone - kommendant
- Angelo Prioli - kommendant